# Heteropygas biangulata
Heteropygas biangulata là một loài bướm đêm trong họ Noctuidae.